# Березинский, Владимир Андреевич
Владимир Андреевич Березинский (1894, Каушаны — до 1960, Львов) — советский драматург, организатор кинопроизводства, директор Одесской киностудии (1938—1939).

## Биография
Родился в 1894 году в Каушанах. В 1918 году приехал в Одессу. Член Одесского союза молодых коммунистов, во время оккупации и Гражданской войны вел подпольную пропагандистскую работу среди рабочих. В 1929 году вступил в ВКП(б).
В 1930 году по его сценарию режиссер Карл Томский поставил на Одесской кинофабрике фильм «Все спокойно» о борьбе бессарабских крестьян против гнета румынских оккупантов в годы Гражданской войны. Написал сценарий фильма «Педро» о гражданской войне в Испании, который вышел на экраны в 1938 году.
В апреле 1938 года был утвержден директором Одесской киностудии.
В 1941 году на Сталинабадской киностудии режиссер Владимир Гончуков ставил по его сценарию фильм «Поединок» о действиях партизан в тылу врага.
После войны работал во Львовской филармонии. Автор пьес «Светлые будни», «Заре навстречу», «Алая гвоздика», «Семья Томсонов». Умер в конце 1950-х годов.
Брат — Леонид Березинский (1902—?), в 1930 году осуждён на 5 лет ИТЛ, в 1938 году — на 10 лет ИТЛ.

## Фильмография

### Сценарист
- 1930 — Всё спокойно
- 1938 — Педро